# ヒルストリート・ブルース
ヒルストリート・ブルース（Hill Street Blues）は、1981年から1987年までNBCで放送されたアメリカのテレビドラマ。警察署を舞台に群像劇として描かれており、エミー賞の最多記録となる作品賞を4回受賞するなど、テレビドラマとして高く評価された作品。日本では、1980年代に地上波テレビにおいて深夜時間帯に放映され、その後海外ドラマを放送するCS放送でも放映された。

## 概要
アメリカのとある大都市の犯罪多発地区にある警察署・ヒルストリート分署を舞台に、警察官たちと彼らを取り巻く人々がおりなす日常を人間性に焦点を当てて描いた作品。推理ドラマの要素は少なく、事件を通じて社会問題を描きつつ、登場人物の家族問題や人間関係、生活上のさまざまな出来事などを、時にはコミカルなエピソードも交えながら、人間味豊かに描いている。1時間ドラマ。

屋外でのシーンの多くはシカゴで撮影されている。
タイトルのブルースには「青い制服を着た警察官たち」の意味が含まれている。

## 特徴

### 群像劇
数多くの登場人物たちがいくつかのエピソードを並行して展開する様を群像劇の手法で描いているのが特徴。
1話ごとのドラマはヒルストリート分署内の風景から始まることが多く、登場人物は事務室や点呼室、署長室、取調室など署内のさまざまな場所でそれぞれ異なるエピソードを展開する。それらのエピソードは、登場人物の移動を追うなどする署内でのカメラワークによって、交錯したり、合致したり、並行したりして進むように描かれ、やがて署外でのシーンへと展開していくなど、フィクションを感じさせない臨場感ある演出となっている。こうした演出によって、一人の主人公だけに焦点を当てるのではなく、多数の登場人物が主人公として描かれ、視聴者が出演者の演技を演技と意識せず、身近に感じる効果を生み出している。このような手法は、テレビドラマにおいては、その後の人気ドラマ「L.A.ロー 七人の弁護士」や「ER」に受け継がれている。

### 人間ドラマ
警察を舞台としているが、犯人を推理する刑事ドラマではなく、人間ドラマとして描かれている。
シリーズでは、ヒルストリート分署管内で殺人、警官汚職、ギャングの抗争、売春、窃盗、詐欺などさまざまな事件が発生する。その中で描かれる場面も聞き込みや張り込み、盗聴やおとり捜査、取調べ、被疑者逮捕、起訴、裁判、司法取引など多様である。これらのエピソードを通じて、事件の背景となった社会問題や、警察官や被疑者、被害者、検事、弁護士など登場人物の行動や思いなどが描かれる。また、事件と並行して、登場人物それぞれの私生活のエピソード（家族や恋愛、昇進、人間関係などの様子や悩み）が展開され、登場人物を人間味豊かに描いている。

## キャスト

### レギュラー
- フランク・フリロ (Francis Xavier Furillo) - (ダニエル・J・トラヴァンティ Daniel J. Travanti、声：宮田光)

警部。ヒルストリート分署の署長。イタリア系。
- フィル・エスターハウス（Philip Freemason Esterhaus) - (マイケル・コンラッド Michael Conrad、声：中庸助)

巡査部長。ドラマの冒頭で、通達事項伝達を仕切る内勤主任。部下を送り出す際には決まって「皆気を付けていけ」("Let's Be careful out there")と声をかける。
シーズン4途中でコンラッドが病死し、エスターハウスも急死の設定で番組を去る。
- ボビー・ヒル (Robert Eugene Hill) - (マイケル・ウォーレン Michael Warren、声：大塚芳忠)

巡査。パトロール警官。レンコの相棒。黒人。
- ミック・ベルカー (Michael Belker) - (ブルース・ウェイツ Bruce Weitz、声：納谷六朗)

巡査部長。変人だが優秀なおとり捜査のプロで、様々な変装を得意とする刑事。ユダヤ系。
- ハワード・ハンター (Howard Hunter) - (ジェームズ・B・シッキング James B. Sikking、声：筈見純)

巡査部長。ETA(特殊部隊)の隊長。典型的な保守。白人。
- ヘンリー・ゴールドブルーム (Henry Goldblume) - (ジョー・スパーノ Joe Spano、声：西村知道)

巡査部長。人質事件では交渉人を務める。アイルランド＝ユダヤ系。
- フェイ・フリロ (Fay Furillo) - (バーバラ・ボッソン Barbara Bosson、声：横尾まり)

フリロ署長の前妻。何かにつけて署内に怒鳴り込む。
- ニール・ワシントン (Neil Washington) - (トーリーン・ブラック Taurean Blacque、声：谷口節)

刑事。ラルーの相棒。真剣にラルーを心配する数少ない友人。黒人。
- ジョン(J・D)・ラルー (John (J. D.) LaRue) - (キール・マーチン Kiel Martin、声：有本欽隆)

刑事。ワシントンの相棒。署内一の色男。
- レイ・カルタノ (Ray Calletano ) - (レネ・エンリケス Rene Enriquez、声：峰恵研)

警部補。自分が出世しないのは人種（ラテン系）のせいだと思い悩む。後に警部に昇格する。
- ルーシー・ベイツ (Lucille Bates) - (ベティ・トーマス Betty Thomas、声：山田栄子)

巡査。パトロール警官。コフィの相棒。
- アンディ・レンコ (Andrew Jackson Andy Renko) - (チャールズ・ハイド Charles Haid、声：小島敏彦)

巡査。パトロール警官。ボビーの相棒。
- ジョイス・ダヴェンポート (Joyce Davenport) - (ヴェロニカ・ハメル  Veronica Hamel、声：榊原良子)

弁護士。フリロ署長の恋人。後に結婚する。
- ジョー・コフィ (Joe Coffey) - (エド・マリナロ Ed Marinaro、声：梅津秀行)　※シーズン1-5に出演。

巡査。ルーシーの相棒。ラテン系。
- スタン・ヤブロンスキー (Stan Jablonski) - (ロバート・プロスキー Robert Prosky、声：石森達幸)　※シーズン4-7に出演。

巡査部長。エスターハウスの後任の内勤主任。
- パッツィ・メイヨ (Patsy Mayo) - (ミミ・キュージック Mimi Kuzyk、声：小宮和枝)　※シーズン4のみに出演。
- ハリー・ガリバルディ (Harry Garibaldi) - (ケン・オリン Ken Olin、声：大滝進矢)　※シーズン4のみに登場。
- ノーマン・バンツ (Norman Buntz) - (デニス・フランツ Dennis Franz、声：玄田哲章) ※シーズン5-7に出演。ドイツ系。
- パトリック・フラハティ (Patrick Flaherty) - (ロバート・クロヘシー Robert Clohessy) ※シーズン6に出演。
- ティナ・ルッソ (Tina Russo) - (ミーガン・ギャラガー Megan Gallagher) ※シーズン6-7に出演。

### 準レギュラー
- ロビン・タタグリア巡査 - (リサ・サットン Lisa Sutton）　※シーズン3-6に出演。
- グレース・ガードナー - (バーバラ・バブコック Barbara Babcock）　※シーズン1-2,7に出演。
- フレッチャー・ダニエルズ本部長 - (ジョン・サイファー Jon Cypher、声:大木民夫)
- アラン・ワクテル判事 - (ジェフリー・タンバー Jeffrey Tambor、声：池田勝)
- ジーザス・マルチネス - (トリニダード・シルヴァ Trinidad Silva、声：緒方賢一)
- アーウィン・バーンスタイン検事補 - (ジョージ・ワイナー George Wyner、声：伊井篤史)　※シーズン2-6に出演。
- リー・オーベルマン判事 - (ラリー・D・マン Larry D. Mann）　※シーズン2-5に出演。
- レオ・シュニッツ巡査 - (ロバート・ハーシュフィールド Robert Hirschfeld、声：村松康雄）
- ダリル・アン - (デボラ・リッチャー Deborah Richter）　※シーズン4-6に出演。
- シドニー・サーストン（情報屋シド）- (ピーター・ジュラシック Peter Jurasik、声：仁内建之)　※シーズン5-7に出演。

## スタッフ
- 企画：スティーブン・ボチコ (Steven Bochco)、マイケル・コゾル
- 製作総指揮：スティーブン・ボチコ、マイケル・コゾル
- 音楽：マイク・ポスト (Mike Post)
- 制作：MTMエンタープライズ

## サブタイトル
全146話が1981年から1987年の7シーズンにわたり放送された。以下、放映順、日本放映時のタイトル、原題、NBCでの初放送日の順に記載。
第1シーズン（1981年）
1.分署番外地　Hill Street Station　（1981年1月15日）

2.巨頭会談　Presidential Fever　（1981年1月17日）

3.賄賂　Politics as Usual　（1981年1月22日）

4.襲撃計画　Can World WarⅢ Bean Attitude?　（1981年1月24日）

5.囮捜査　Dressed to Kill　（1981年1月31日）

6.吸血鬼　Film at Eleven　（1981年2月7日）

7.人質　Choice Cut　（1981年2月14日）

8.自警団　Up in Arms（1981年2月21日）

9.張り込み　Your Kind, My Kind, Human Kind　（1981年2月28日）

10.ワニ退治　Gatorbait　（1981年3月7日）

11.少女殺し　Life, Death, Eternity, Etc.　（1981年3月14日）

12.装甲パンダ　I Never Promised You a Rose,Marvin　（1981年3月21日）

13.炎の女　Fecund Hand Rose　（1981年3月25日）

14.失態　Rites of Spring (1)　（1981年5月19日）

15.生還　Rites of Spring (2)　（1981年5月19日）

16.麻薬ルート　Jungle Madness (1)　（1981年5月26日）

17.説得　Jungle Madness (2)　（1981年5月26日）

第2シーズン（1981年-1982年）

18.行方不明　Hearts and Minds　（1981年10月29日）

19.都会の野獣　Blood Money　（1981年11月5日）

20.発砲　The Last White Man on East Ferry Avenue　（1981年11月12日）

21.売春婦狩り　The Second Oldest Profession　（1981年11月19日）

22.恐喝　Fruits of the Poisonous Tree　（1981年12月3日）

23.転任刑事　Cranky Streets　（1981年12月10日）

24.急死　Chipped Beef　（1981年12月17日）

25.スーパーマン　The World According to Freedom　（1982年1月7日）

26.衝突　Pestolozzi's Revenge　（1982年1月14日）

27.野犬狩り　The Spy Who Came in from Delgado　（1982年1月21日）

28.悪徳警官　Freedom's Last Stand　（1982年1月28日）

29.友の死　Of Mouse and Man　（1982年2月11日）

30.麻薬特捜班　Zen and the Art of Law Enforcement　（1982年2月18日）

31.偽証人　The Young, the Beautiful and the Degraded　（1982年2月25日）

32.不合格　Some Like It Hot-wired　（1982年3月25日）

33.警官犯罪　Personal Foul　（1982年3月25日）

34.凶器　Shooter　（1982年5月6日）

35.死体紛失　Invasion of the Third World Body Snathcers　（1982年5月13日）

第3シーズン（1982年-1983年）

36.怒り　Trial by Fury　（1982年9月30日）

37.自殺　Domestic Beef　（1982年10月7日）

38.疑惑　Heat Rash　（1982年10月14日）

39.現行犯　Rain of Terror　（1982年10月21日）

40.表彰　Officer of the Year　（1982年10月28日）

41.はみ出し刑事　Stan the Man　（1982年11月4日）

42.射殺　Little Boil Blue　（1982年11月11日）

43.飲酒運転　Requiem for a Hairbag　（1982年11月18日）

44.ペット誘拐　A Hair of the Dog　（1982年11月25日）

45.破局　The Phantom of the Hill　（1982年12月2日）

46.嫉妬　No Body's Perfect　（1982年12月9日）

47.クリスマス　Santaclaustrophobia　（1982年12月22日）

48.過激派　Gun Ho　（1983年1月20日）

49.報復　Moon Over Uranus　（1983年1月27日）

50.火災　Moon Over Uranus: The Squel　（1983年2月3日）

51.対決　Moon Over Uranus: The Final Legacy　（1983年2月10日）

52.ライバル　The Bells of St. Mary's　（1983年2月17日）

53.容疑　Life in the Minors　（1983年2月24日）

54.結婚　Eugene's Comedy Empire Strikes Back　（1983年3月3日）

55.こわもて刑事 　Spotlight on Rico　（1983年4月28日）

56.覆面強盗　Buddy, Can You Spare a Heart?　（1983年5月5日）

57.自滅　A Hill of Beans　（1983年5月12日）

第4シーズン（1983年-1984年）

58.違法捜査　Here's Adventure, Here's Romance　（1983年10月13日）

59.仮釈放　Ba-Bing, Ba-Bing　（1983年10月20日）

60.わだかまり　The Long Law of the Arm　（1983年10月27日）

61.出産　Death by Kiki　（1983年11月3日）

62.誤射　Doris in Wonderland　（1983年11月10日）

63.人質奪回　Praise Dilaudid　（1983年11月17日）

64.投票日　Goodbye, Mr. Scripps　（1983年11月24日）

65.失意　Midway to What?　（1983年12月1日）

66.内部腐敗　Honk If You're a Goose　（1983年12月8日）

67.亡命　The Russians Are Coming　（1983年12月15日）

68.汚職ルート　Ratman and Bobbin　（1984年1月12日）

69.警官殺し　Nichols from Heaven　（1984年1月19日）

70.解決　Fuchs Me? Fuchs You!　（1984年1月26日）

71.訃報　Grace Under Pressure　（1984年2月2日）

72.変態　The Other Side of Oneness　（1984年2月9日）

73.葬儀　Parting is Such Sweep Sorrow　（1984年2月16日）

74.証言　The End of Logan's Run　（1984年3月1日）

75.怯え　The Count of Monty Tasco　（1984年3月8日）

76.署長解任　Nutcracker Suite　（1984年3月15日）

77.抗争　Hair Apparent　（1984年5月3日）

78.謀殺　Lucky Ducks　（1984年5月10日）

79.狙い撃ち　Eva's Brawn　（1984年5月17日）

第5シーズン（1984年-1985年）

80.新主任　Mayo, Hold the Pickle　（1984年9月27日）

81.処刑　Watt a Way to Go　（1984年10月4日）

82.ルーキー　Rookie Nookie　（1984年10月18日）

83.真相　Fowl Play　（1984年10月25日）

84.たくらみ　Bangladesh Slowly　（1984年11月1日）

85.殺人容疑　Ewe and Me, Babe　（1984年11月8日）

86.未成年　Blues for Mr. Green　（1984年11月15日）

87.市長狙撃　Fuched Again　（1984年11月22日）

88.盗聴　Low Blow　（1984年11月29日）

89.罠　The Rise and Fall of Paul the Wall　（1984年12月6日）

90.ナワ張り　Last Chance Salon　（1984年12月13日）

91.自白　Intestinale Fortitude　（1985年1月10日）

92.猿芝居　Of Human Garbage　（1985年1月17日）

93.当て逃げ　Dr. Hoof-and-Mouth　（1985年1月24日）

94.逆転　Davenport in a Storm　（1985年1月31日）

95.首切り魔　Washington Deceased　（1985年2月7日）

96.告訴　Passage to Libya　（1985年2月14日）

97.泥仕合　El Capitan　（1985年2月21日）

98.襲撃者　The Life and Time of Dominic Florio Jr.　（1985年3月21日）

99.解決策　G.Q.　（1985年3月28日）

100.女たちの日　Queen for a Day　（1985年4月11日）

101.検尿　You're in Alice's　（1985年5月9日）

102.陰の組織　Grin and Bear It　（1985年5月16日）

第6シーズン（1985年-1986年）
103.黒人運動　Blues in the Night　（1985年9月26日）

104.署長就任　Hacked to Pieces　（1985年10月3日）

105.死　Seoul on Ice　（1985年10月17日）

106.司法取引　In the Belly of the Bus　（1985年10月24日）

107.射殺と自殺　Somewhere Over the Rambo　（1985年10月31日）

108.執念　Oh, You Kid　（1985年11月7日）

109.浮浪者遺棄　An Oy For an Oy　（1985年11月14日）

110.病父　Fathers and Huns　（1985年11月21日）

111.復讐　What Are Friends For?　（1985年12月5日）

112.帰省　The Virgin and the Turkey　（1985年12月12日）

113.正当防衛　Two Easy Pieces　（1986年1月9日）

114.事情聴取　Say It as It Plays　（1986年1月16日）

115.錯乱　Das Blues　（1986年1月23日）

116.親権譲渡　Scales of Justice　（1986年1月30日）

117.悪徳業者　I Want My Hill Street Blues　（1986年2月6日）

118.回想　Remembrance of Hits Past　（1986年2月13日）

119.FBI　Larry of Arabia　（1986年2月27日）

120.面通し　Iced Coffey　（1986年3月6日）

121.共犯容疑　Jagga the Hunk　（1986年3月13日）

122.レズ　Look Homeward, Ninja　（1986年3月20日）

123.政争　Slum Enchanted Evening　（1986年3月27日）

124.公開捜査　Come and Get It　（1986年4月3日）

第7シーズン（1986年-1987年）
125.墜落　Suitcase　（1986年10月2日）

126.ストライキ　A Case of Klapp　（1986年10月9日）

127.危機一髪　The Best Defense　（1986年10月16日）

128.野心　Bald Ambition　（1986年10月30日）

129.挫折　I Come on My Knees　（1986年11月6日）

130.狙撃　Say Uncle　（1986年11月13日）

131.邪魔者　Amazing Grace　（1986年11月27日）

132.グレイス神話　Falling From Grace　（1986年12月2日）

133.父と拳銃　Fathers and Guns　（1986年12月9日）

134.人種　More Skinned Against Than Skinning　（1986年12月23日）

135.籠城　She's So Fein　（1987年1月6日）

136.休暇　A Wasted Weekend　（1987年1月13日）

137.拒絶　City of Refuse　（1987年1月20日）

138.停職　Der Roachenkavalier　（1987年2月3日）

139.手入れ　Norman Conquest　（1987年2月10日）

140.探り　Sorry, Wrong Number　（1987年3月3日）

141.切り裂き男　The Cookie Crumbles　（1987年3月10日）

142.集中治療室　Dogbreath Afternoon　（1987年3月17日）

143.警部補　Days of Swine and Roses　（1987年3月31日）

144.名声　The Runner Falls on His Kisser　（1987年4月7日）

145.サバイバル　A Pound of Flesh　（1987年5月5日）

146.嫌疑　It Ain't Over Till It's Over　（1987年5月12日）

## 受賞歴

### エミー賞
プライムタイム・エミー賞の最多記録となる作品賞4回をはじめ、11部門を26回受賞した。シーズン1で21部門にノミネートされ、その内8部門を受賞している。シリーズ全体では98回ノミネートされた。
- ドラマシリーズ部門・作品賞　4回（1981年、1982年、1983年、1984年）
- ドラマシリーズ部門・主演男優賞　2回（1981年・1982年：ダニエル・J・トラバンティ）
- ドラマシリーズ部門・主演女優賞　1回（1981年：バーバラ・バブコック）
- ドラマシリーズ部門・助演男優賞　3回（1981年・1982年：マイケル・コンラッド、1984年：ブルース・ウェイツ）
- ドラマシリーズ部門・助演女優賞　2回（1984年：アルフレ・ウッダード、1985年：ベティ・トーマス）
- ドラマシリーズ部門・演出監督賞　3回（1981年：ロバート・バトラー、1983年：ジェフ・ブレックナー、1984年：Corey Allen）
- ドラマシリーズ部門・脚本賞　3回（1981年、1982年、1983年）
- シリーズ部門・撮影賞　1回（1981年）
- シリーズ部門・フィルム音響編集賞　3回（1981年、1982年、1983年）
- シリーズ部門・フィルム編集賞　2回（1982年、1983年）
- シリーズ部門・フィルム音響賞　2回（1983年、1984年）

### エドガー賞
- TVエピソード賞（1982年：分署番外地 Hill Street Station）

### ゴールデン・グローブ賞
- テレビシリーズ　ドラマ部門・最優秀作品賞（1982年、1983年）
- テレビシリーズ　ドラマ部門・最優秀男優賞（1982年：ダニエル・J・トラバンティ）

## 日本での放送
1982年に代理店とNHKが日本での放映権をめぐってNBCと交渉していたが不調に終わったため、後釜として関西テレビが1983年に代理店経由でNBCと契約を結び放送した。その後フジテレビ系列の地方局へ配給された。
80年代後半から90年代前半にかけて深夜や休日に全国で散発的に放送されたが、全話放送は関西テレビのみである。90年代後半になると地上波では放送されなくなり、ケーブルテレビやCSでのみ放送されるようになる。21世紀に入ってからは日本ではどの媒体に於いても一切放送されていない。
なおDVDについては長らく未発売の状態だったが、2014年になって米国で全シーズンが発売された。（リージョン1であり、日本語は吹替え、字幕ともに入っていない。）
- 関西テレビ　1980年代半ばごろ放送。1988年10月から深夜に再放送。
- 名古屋テレビ放送　1980年代半ばごろ放送。
- 福岡放送　1980年代半ばごろ、日曜夜10時30分より放送。
- 山形テレビ　フジテレビ系時代に放送。
- 新潟総合テレビ　1980年代半ばごろ、深夜に放送。
- フジテレビジョン　1980年代末期に放送。
- テレビ西日本　1980年代末期に放送。深夜に週1回の放送から徐々に不定期になり自然消滅。
- 静岡放送　1986年頃から月〜木曜深夜の海外ドラマの帯で放送。
- 福島テレビ　1990年頃、月曜深夜に放送。
- スーパーチャンネル　ケーブル局への配信が専門だった開局時からスカパー時代まで、全話放送を複数回行ったが1999年の放送を最後に2014年現在まで放送されていない。

## スピンオフ作品
本作品終了後の1987年 - 1988年に、バンツとシドの2人を主人公に据えたスピンオフ作品 "Beverly Hills Buntz" が制作・放送されたが、1シーズン13話でキャンセルされた。